# Merriweather Post Pavilion

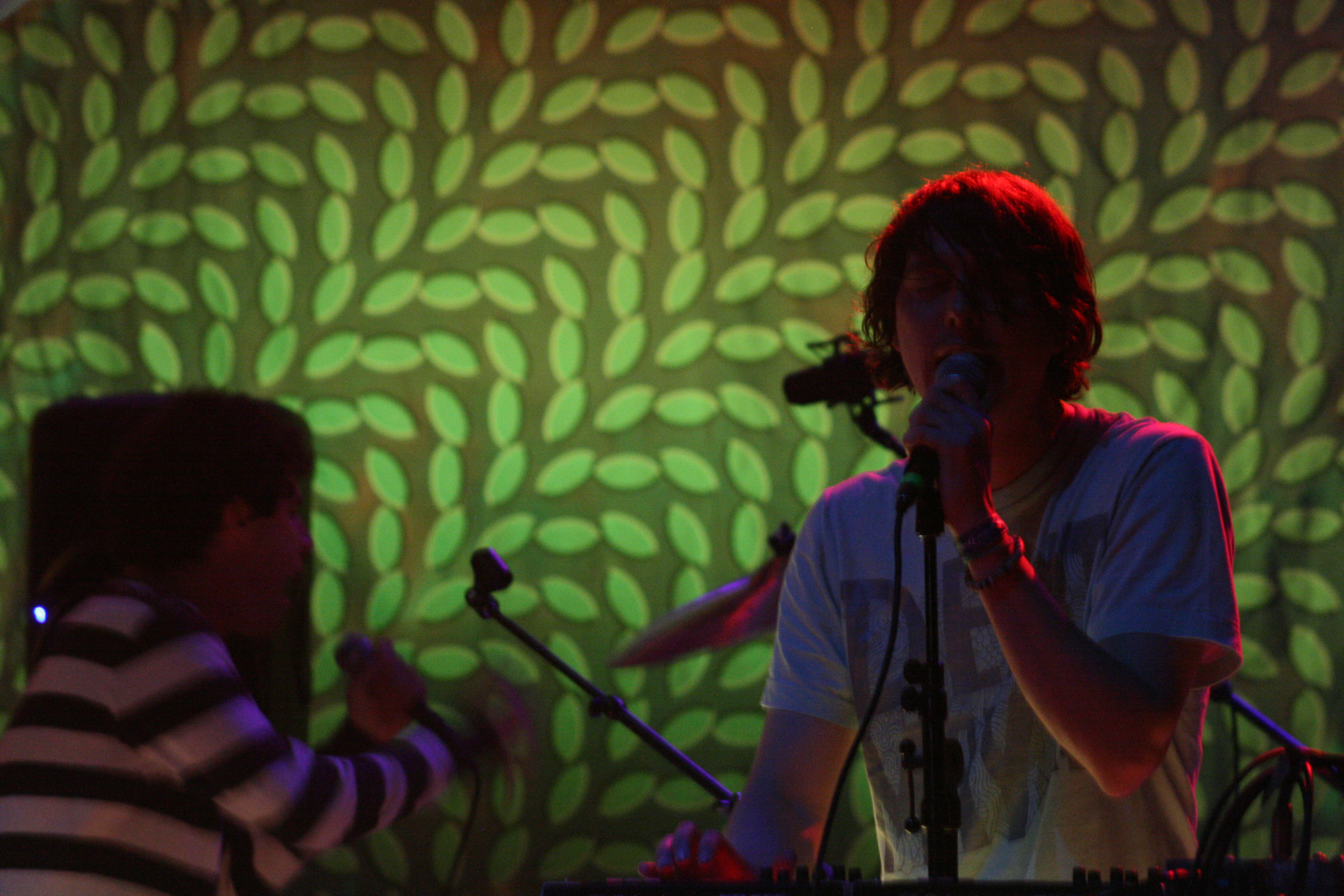
Animal Collective under turnén som följde skivsläppet.

Merriweather Post Pavilion är ett studioalbum av den experimentella musikgruppen Animal Collective, utgivet av Domino Records 6 januari 2009. Det togs mycket väl emot av musikkritiker och placerade sig högt på flera årslistor. Pitchfork rankade albumet som det bästa 2009.
Albumet är namngivet efter en utomhusscen i Columbia, Maryland.

## Låtlista
1. "In the Flowers" – 5:22
2. "My Girls" – 5:40
3. "Also Frightened" – 5:14
4. "Summertime Clothes" – 4:30
5. "Daily Routine" – 5:46
6. "Bluish" – 5:13
7. "Guys Eyes" – 4:30
8. "Taste" – 3:53
9. "Lion in a Coma" – 4:12
10. "No More Runnin" – 4:23
11. "Brother Sport" – 5:59